# Recorded Music NZ
Recorded Music NZ, skraćeno RMNZ, prije Recording Industry Association of New Zealand, odnosno RIANZ, neprofitna je trgovačaka udruga s Novoga Zelanda. Bavi se proizvodnjom i distribucijom singlova i albuma, te certificiranjem istih. Objavljuje svoje tjedne ljestvice singlova i albuma.

## Nagrade
Novozelandske glazbene nagrade RIANZ dodjeljuje od 1965. godine. Najuglednija je to nagrada koju neki novozelandski glazbenik može dobiti.

## Certifikacije
| Albumi i singlovi | Albumi i singlovi | Glazbeni DVD-ovi | Glazbeni DVD-ovi |
| ----------------- | ----------------- | ---------------- | ---------------- |
| zlatna            | platinasta        | zlatna           | platinasta       |
| 7 500             | 15 000            | 2 500            | 5 000            |

## Vanjske poveznice
- Službena web stranica  Arhivirana inačica izvorne stranice od 9. ožujka 2010. (Wayback Machine) (engl.)